# Bataille devant Tobrouk
Bataille devant Tobrouk (Il prezzo della gloria) est un film franco-italien d'Antonio Musu sorti en 1955.

## Synopsis
En septembre 1941, le contre-torpilleur italien « Sparviero » reçoit pour mission de transporter de l'essence en Afrique. À peine vient-il de quitter le port de Spezia, qu’il est torpillé par un sous-marin anglais. L'équipage effectue les réparations nécessaires et le navire reprend sa route. Mais il subit une nouvelle attaque, aérienne cette fois. Puis une autre.

## Fiche technique
- Réalisation : Antonio Musu
- Chef opérateur : Renato Del Frate
- Musique : Carlo Rustichelli
- Distributeur : C.F.D.C.
- Genre : Film de guerre
- Procédé : Cinémascope et Ferraniacolor
- Année de réalisation : 1955
- Origine : Franco-italienne
- Durée : 90 minutes

## Distribution
- Gabriele Ferzetti : commandant Alberto Bruni
- Eleonora Rossi Drago : Anna
- Pierre Cressoy : Lieutenant Stefano Valli
- Mike Bongiorno : Ruggero Grimaldi
- Fiorella Mari : Luisa, la femme de Bruni
- Riccardo Garrone : Ingénieur en chef Morabito
- Amos Davoli : père Giuseppe
- Liliana Gerace : Mme Sandri
- Anita Durante : tante Bettina
- Dina Perbellini : tante Dora
- Ugo Sasso : Bruschi
- Nino Marchetti : le père de Ruggero
- Gian Paolo Rosmino : amiral
- Fausto Guerzoni : père Efisio

## Critiques
Excellente reconstitution, réalisé avec un grand souci de vérité. Suspense dramatique très fort, centré à la fois sur le drame collectif et sur le conflit psychologique qui oppose les deux principaux protagonistes.